# Barbara Klein (Intendantin)

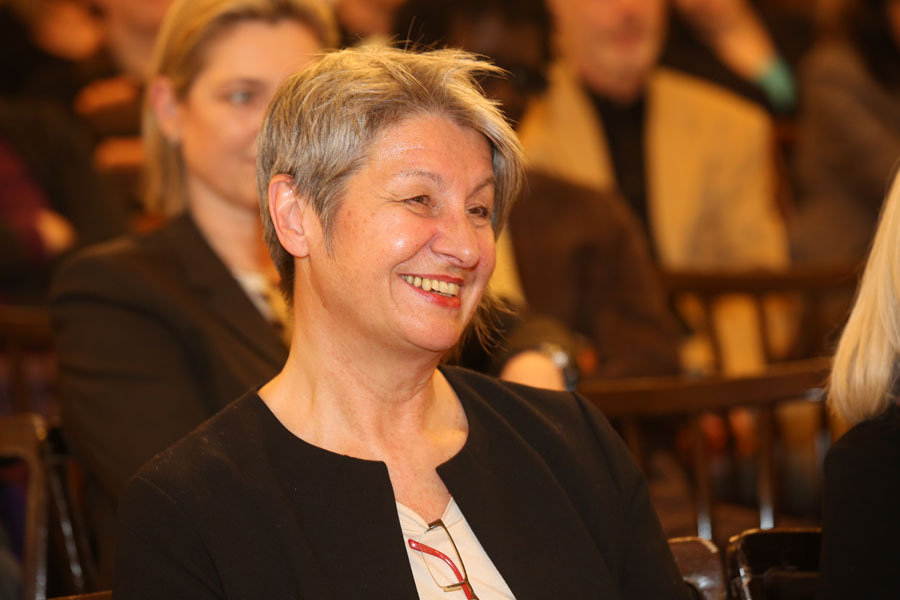
Barbara Klein (2015)

Barbara Klein (* 14. Juli 1954 in Wien) ist eine österreichische Theatergründerin und ehemalige Intendantin des Wiener Kosmos Theaters.

## Leben
Barbara Klein studierte nach der Mittelschule Schauspiel an der Universität für Musik und darstellende Kunst Wien (Max Reinhardt Seminar), wo sie 1975 mit Diplom abschloss. Im Anschluss war sie vier Jahre Ensemblemitglied am Wiener Volkstheater, das sie mit der Geburt ihrer Tochter 1979 verließ. Es folgten fünf Jahre als freie Schauspielerin, u. a. am Theater der Courage, Ensemble Theater, Theater Gruppe 80. Sie wirkte bei den TV-Filmen „Familienzauber“ von Christine Nöstlinger, „Der junge Freud“, Regie Axel Corti, „Muttertag“, von Alfred Dorfer und Roland Düringer mit. 1984 gründete Barbara Klein gemeinsam mit der Schauspielerin Krista Schweiggl die feministische Kabarettgruppe Chin & Chilla, die mit fünf Kabarettprogrammen auftrat und 1987 den Österreichischen Kleinkunstförderpreis erhielt. Barbara Klein übernahm neben der Schauspielerei Aufgaben als Autorin und Regisseurin, für die Wiener Festwochen u. a. „Rikiki“ nach Cami, mit Alfred Dorfer und Roland Düringer (1989). 1993 übernahm sie gemeinsam mit dem Kabarettisten I Stangl die Geschäftsführung des Wiener Kabarett Niedermair und gründete den Theaterverlag Bunte Bühne, der u. a. das Theaterstück „Indien“ von Alfred Dorfer und Josef Hader vertrieb. Als Feministin und Kommunikatorin war sie 1997 Mitinitiatorin des österreichischen Frauenvolksbegehrens, das rund 645.000 Unterschriften erhielt und beteiligte sich an der Gründung des kosmos.frauenraum im Jahr 2000. 2003 begann sie ein Ergänzungsstudium am Institut für kulturelles Management der Universität für Musik und darstellende Kunst Wien, das sie als Magistra artium mit der Diplomarbeit ´kosmos.frauenraum im Kontext des Wiener Kulturbetriebs´,  November 2004 abschloss. Sie ist Mitglied feministischer Netzwerke wie Österreichischer Frauenring und 20000frauen.

## Barbara Klein und das Kosmos Theater
Eines ihrer Kernanliegen ist gelebte Geschlechterdemokratie in allen Bereichen, insbesondere in Kunst und Kultur. 1996 entwickelte sie das Konzept „Link.*Frauenraum“ mit der Zielrichtung einer Sensibilisierung der Öffentlichkeit für Geschlechtersymmetrie in Kunst und Kultur und der Implementierung eines Theaters und Kulturzentrums für Künstlerinnen. Das Motto „Frauen brauchen Raum“ führte 1998 zur Gründung des Vereins „Link.*Verein für weiblichen Spielraum“ und in Folge zur 10-tägigen künstlerischen Besetzung des ehemaligen Pornokinos Rondell. Ihr folgten Monate flashmob-ähnlicher Aktionen, Besetzungen und politisch-kreativer Interventionen in und vor den zuständigen Kulturämtern und im öffentlichen Raum. Ein Bündnis von feministischen Aktivistinnen und Künstlern, darunter Elfriede Jelinek, Robert Menasse, Christine Nöstlinger, Marlene Streeruwitz, Josef Hader dessen hartnäckige und originelle Protestformen dem Anliegen immer wieder Öffentlichkeit verschafften, führten schließlich zum Erfolg. Die passenden Räumlichkeiten wurden gefunden, die notwendigen Förderungen von vier Förderstellen bewilligt. Nach einem Umbau vom Kino zum Theater, für den Barbara Klein als Bauherrin verantwortlich zeichnete, fand zunächst am internationalen Frauentag, dem 8. März, das „Baustellenfest“ statt, eine 24-stündige Kunstaktion unter der Mitwirkung von hunderten Künstlerinnen. Schließlich eröffnete das KosmosTheater – zunächst als kosmos.frauenraum – am 15. Mai 2000 mit einer Rede von Elfriede Jelinek. Bis März 2018 leitete Barbara Klein das KosmosTheater als künstlerisch und kaufmännisch Verantwortliche und führte fallweise Regie. Mit 1. April 2018 folgten ihr Veronika Steinböck als künstlerische und Gina Salis-Soglio als betriebswirtschaftliche Leiterin des Kosmos Theater nach.

## Regiearbeiten am KosmosTheater
- 2003 „Macht Anstalten“, Texte von Autorinnen von Olympe de Gouges bis Elfriede Jelinek
- 2007 „Business Class“ von Martin Suter[5]
- 2011 „Das kleine Zimmer am Ende der Treppe“ von Carole Fréchette[6]
- 2014 „X - Freunde“, von Felicia Zeller
- 2017 "Good Morning, Boys and Girls" von Juli Zeh, ÖEA

## Auszeichnungen
- 2014: Goldenes Ehrenzeichen für Verdienste um die Republik Österreich[7]
- 2020: Wiener Frauenpreis in der Kategorie Kunst und Kultur[8]
- 2024: Goldenes Verdienstzeichen des Landes Wien[9]